# August Horch
August Horch (Winningen, 12 ottobre 1868 – Münchberg, 3 febbraio 1951) è stato un imprenditore e ingegnere tedesco.
Fu pioniere dell'automobile e fondatore di due Case automobilistiche, la Horch (ormai non più in attività da decenni) e l'Audi.

## Biografia
Horch nacque a Winningen. Il suo primo mestiere fu quello di fabbro, poi studiò alla Hochschule Mittweida (Scuola tecnica di Mittweida). Dopo aver ricevuto la laurea in ingegneria, iniziò a lavorare nella costruzione navale. 
Horch lavorò poi per Karl Benz dal 1896.

## Horch & Cie.

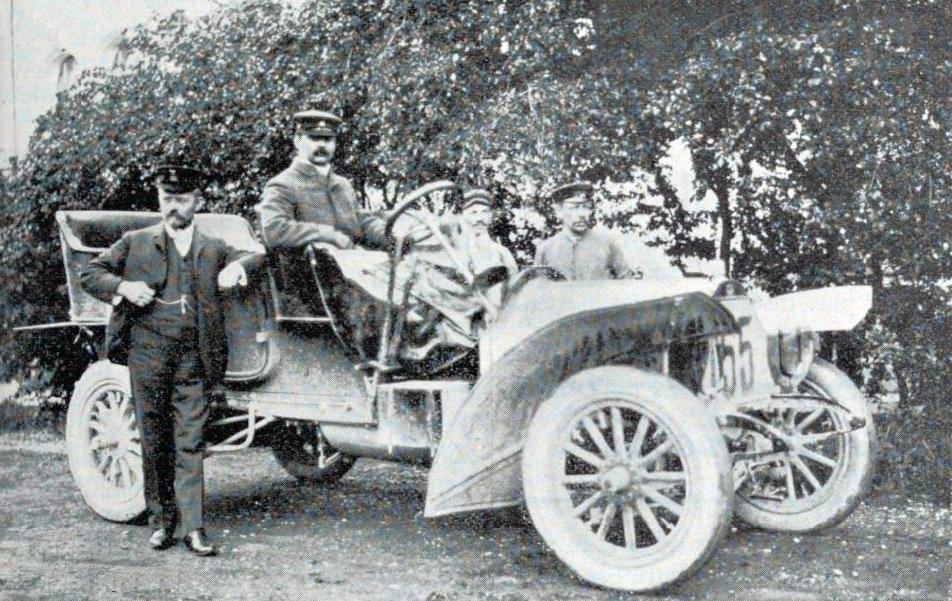
Doctor Rudolf Stöss su Horch 18/20 hp, vincitore della competizione Herkomer 1906.

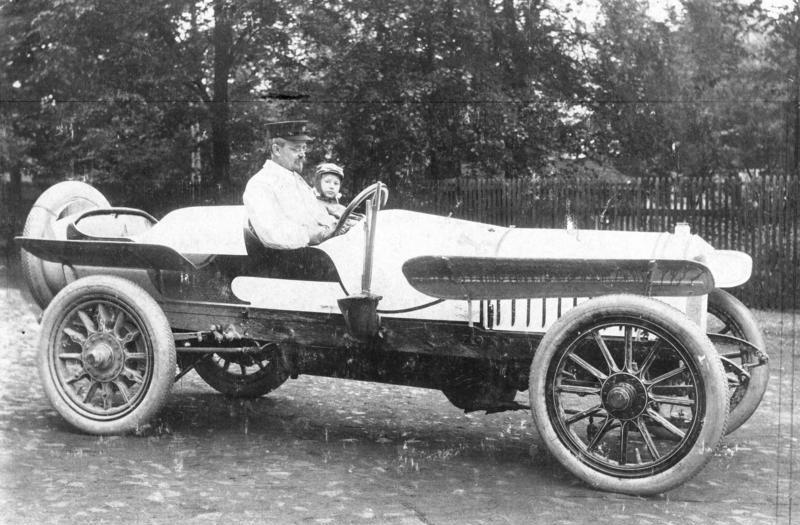
August Horch su un veicolo Horch nel 1908

Nel 1899 fonda la Horch & Cie a Köln-Ehrenfeld e nel 1900 progetta la sua prima automobile con l'innovativo sistema „stoßfreien Motor“. 
Con il socio Moritz Bauer spostano la sede nel 1902 a Reichenbach im Vogtland. Nel 1903 producono la loro prima automobile con motore quattro cilindri, il Modell 3 con cilindrata 2382 cm³ e potenza di 22 PS (16 kW).
Con il nuovo socio Friedrich Paul Fikentscher, a capo del consiglio comunale di Zwickau, nel 1903 spostano la sede nella parte occidentale della città ove già presente il Sächsisch-Thüringischer Automobil-Club (SThAC), diventandone soci. La città era sede anche della Kreishauptmannschaft Zwickau nell'ordinamento giuridico dell'epoca. Nel 1904 l'azienda di Horch viene registrata il 10 maggio come A. Horch & Cie. Motorwagenwerke Actiengesellschaft preso la camera di commercio. La Herkomer-Konkurrenz venne vinta nel 1906 dall'avvocato Rudolf Stöss su una Horch-Wagen. Nel 1907 la Horch & Cie. presenta la Horch 26/65 PS con motore sei cilindri. Causa contrasti con il consiglio di sorveglianza della società, Horch lascia l'azienda nel 1909, non avendo la maggioranza delle azioni.
La sua nuova azienda fu inizialmente chiamata Automobil Horch-Werke GmbH, ma a seguito di una controversia legale sul nome Horch, fu costretto a cambiare il nome della società; il giudice decise che Horch era un marchio registrato a nome degli ex soci della Horch e lo stesso August Horch non era più legittimato a utilizzarlo.

## Horch fonda l'Audi
Con il socio Friedrich Paul Fikentscher e suo nipote Franz fondano la August Horch Automobilwerke GmbH, il giorno 16 luglio 1909, come risulta dal registro della camera di commercio di Zwickau.
Entrarono in controversia con i vecchi soci per il marchio di fabbrica Horch, con una causa intentata presso il tribunale di Lipsia.
Un figlio di Franz Fikentscher trovò la soluzione al problema coniando il nome Audi, la traduzione del modo imperativo "horch!" (audi = höre! = horch!) in latino.
Il 25 aprile 1910 l'azienda fu registrata come Audi Automobilwerke GmbH. Inizialmente si occuparono di riparazioni e solo successivamente con l'ingegnere August Hermann Lange, proveniente dalla Horch AG, progettarono una nuova vettura. Nel luglio 1910 consegnarono la prima Audi. Nel 1915 la società divenne società per azioni e quotarono la Audiwerke AG Zwickau in Borsa.
August Horch, fondatore della nuova marca, vinse con la sua scuderia Audi, a tre riprese nel 1912, 1913 et 1914, la difficile gara alpina internazionale austriaca al volante del modello Audi Tipo C, da cui il suo celebre soprannome di «Vincitore delle Alpi».

## Dopo l'Audi, Berlino
Horch lasciò la Audi nel 1920 e andò a Berlino dove svolse vari lavori.
Dopo la fondazione di Audi, Horch non ebbe molta influenza sulle decisioni aziendali, non occupandosene più attivamente. Dal 1920 al 1933 lavora come dipendente pubblico presso la camera di commercio di Berlino in qualità di esperto di veicoli a motore. In questo periodo Horch riceve vari riconoscimenti. Membro della prima gara automobilistica Avus-Rennen (1921), membro di controllo della corsa „AUKA“ del 1923, dal gennaio 1924 capo della Normenausschusses dell'industria tedesca. Nel 1922 riceve il dottorato honoris causa dalla TU Braunschweig.
Negli anni venti August Horch crea un'azienda agricola, un allevamento di polli sul Mosel. Le perdite di tale attività portarono nell'autunno del 1931 a dover vendere la casa di Berlino, causa anche problemi di salute della moglie. Dal 1932 la DKW, la Horch, la Audi e la Wanderer si riunirono il 1 novembre 1931 sotto il marchio Auto Union con sede a Zschopau facendo August Horch presidente nel 1933. Nel 1935 ricevette mensilmente 500 marchi; Nel 1938 la malattia della moglie, in cura presso una clinica, costrinse Horch ad un finanziamento.
Pubblicò la sua autobiografia, Io costruii auto (Ich Baute Autos) nel 1937. Durante la seconda guerra mondiale Horch trasferì la propria residenza nella vicina Münchberg nell'Alta Franconia.

## Dopo il 1945
Dopo la seconda guerra mondiale, il nuovo corso di sinistra considerò August Horch come nazista e guerrafondaio per profitto. La cittadinanza onoraria di Zwickau fu messa in discussione. Tuttavia, Horch non fu membro del NSDAP né aveva ruolo attivo nell'industria militare, così la richiesta fu annullata.
All'inizio del luglio 1945 Horch si trasferisce in Alta Franconia con la figlia adottiva in un'abitazione presso Münchberg. Le forze di occupazione francesi furono presenti ancora a Winningen. La moglie di Horch morì il 26 marzo 1946 in una casa di cura berlinese, pochi giorni più tardi anche il figlio Eberhard. Nell'estate del 1948 sposa Else Kolmar, di famiglia ebraica, risparmiata dai nazisti al tempo della guerra per intervento dello stesso Horch. 
Nel 1949 dopo una prima rifondazione nel 1948, viene rifondata la Auto Union GmbH a Ingolstadt; l'ottantunenne Horch diventa membro del consiglio di amministrazione. La città di Winningen lo fa diventare cittadino onorario nel 1949. Muore nel 1951 e viene sepolto presso la città natale di Winningen.

## Onorificenze

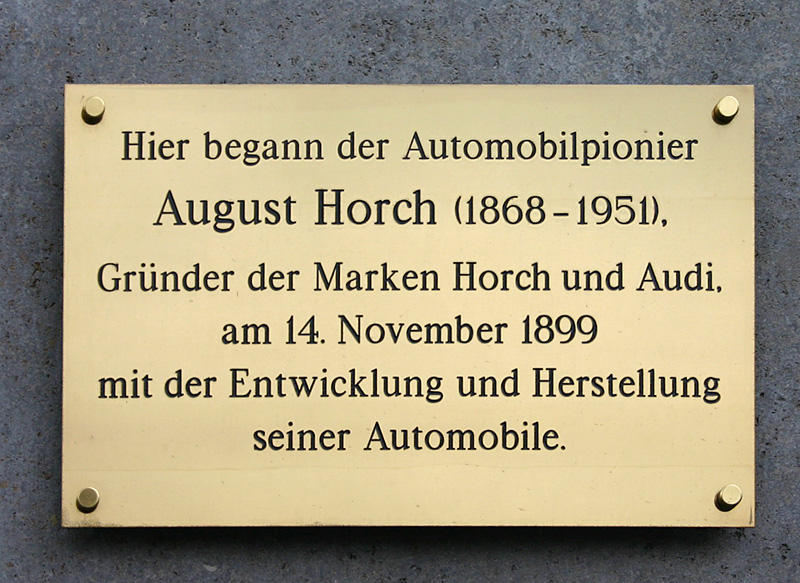
Targa a Colonia-Ehrenfeld

- 1922: Laurea honoris causa dal Technische Universität Braunschweig
- 1939: Cittadino onorario di Zwickau
- Varie intitolazioni di vie ad August Horch sono presenti a Bremen, Erkelenz, Gifhorn, Kaisersesch, Koblenz, Köln, Lüneburg, Mainz, Münchberg, München, Münster, Polch, Reinsdorf, Simmern/Hunsrück, Winningen.